# Jérôme Clavier
Jérôme Clavier (* 3. Mai 1983 in Chambray-lès-Tours) ist ein französischer Leichtathlet, der sich auf den Stabhochsprung spezialisiert hat. Seinen größten Erfolg feierte er mit dem Vizehalleneuropameistertitel 2011 in Paris.

## Sportliche Laufbahn
Erste internationale Erfahrungen sammelte Jérôme Clavier im Jahr 2002, als er bei den Juniorenweltmeisterschaften in Kingston mit übersprungenen 5,40 m den sechsten Platz belegte. Im Jahr darauf schied er bei den U23-Europameisterschaften in Bydgoszcz mit 5,20 m in der Qualifikationsrunde aus, ehe er bei der Sommer-Universiade in Daegu mit 5,40 m den siebten Platz belegte. 2004 verpasste er bei den Hallenweltmeisterschaften in Budapest mit 5,45 m den Finaleinzug und im Jahr darauf gewann er bei den Mittelmeerspielen in Almería mit 5,55 m die Bronzemedaille hinter dem Griechen Konstandinos Filippidis und seinem Landsmann Pierre-Charles Peuf. Kurz darauf gewann er auch bei den U23-Europameisterschaften in Erfurt mit 5,60 m die Bronzemedaille und musste sich nur seinem Landsmann Damiel Dossévi und Fabian Schulze aus Deutschland geschlagen geben. 2006 verpasste er bei den Hallenweltmeisterschaften in Moskau mit 5,45 m den Finaleinzug und im Jahr darauf belegte er bei den Halleneuropameisterschaften in Birmingham mit 5,41 m den sechsten Platz. Im Sommer schied er dann bei den Weltmeisterschaften in Osaka mit 5,55 m in der Qualifikationsrunde aus. 2008 wurde er bei den Hallenweltmeisterschaften in Valencia mit 5,75 m Vierter und klassierte sich im Sommer bei den Olympischen Sommerspielen in Peking mit 5,60 m im Finale auf dem sechsten Platz. 2011 gewann er bei den Halleneuropameisterschaften in Paris mit 5,76 m die Silbermedaille hinter seinem Landsmann Renaud Lavillenie und im Juni wurde er beim adidas Grand Prix in New York mit 5,42 m Dritter. Anschließend wurde er beim AREVA Meeting in Paris mit 5,63 m Zweiter, ehe er bei den Weltmeisterschaften in Daegu mit 5,50 m in der Qualifikationsrunde ausschied. Im Jahr darauf belegte er bei den Europameisterschaften in Helsinki mit 5,40 m den zehnten Platz und 2014 wurde er bei den Hallenweltmeisterschaften in Sopot mit 5,55 m ebenfalls Zehnter. 2016 gelangte er dann bei den Hallenweltmeisterschaften in Portland mit einer Höhe von 5,55 m auf den zwölften Platz.
2007 wurde Clavier französischer Meister im Stabhochsprung im Freien sowie 2004 und 2007 in der Halle.